# 2009-es feröeri labdarúgó-bajnokság (első osztály)
A 2009-es feröeri labdarúgó-bajnokság élvonalának (szponzorált nevén: Vodafonedeildin 2009) küzdelmei 2009. április 4-én kezdődtek és 2009. október 3-án értek véget. A címvédő az EB/Streymur volt, a 66. kiírást azonban a HB Tórshavn csapata nyerte és 20. bajnoki címét ünnepelte.

## A bajnokság rendszere
A bajnokság 10 csapat részvételével, a zord feröeri tél miatt tavaszi-őszi lebonyolításban zajlott. A csapatok körmérkőzéses rendszerben mérkőztek meg egymással úgy, hogy minden csapat minden csapattal három alkalommal játszott. Minden csapat legalább egyszer pályaválasztóként, egyszer pedig az ellenfele által választott helyszínen lépett pályára. A bajnokság harmadik, egyben utolsó körmérkőzéses szakaszában új sorsolást készítettek.
A bajnokság végső sorrendjét a csapatok összpontszáma alapján határozták meg. Amennyiben két csapat azonos pontszámmal végzett, úgy az elért helyezéseket a gólkülönbség, majd a több szerzett gól, végül az idegenben szerzett gólok száma határozta meg.
A pontvadászat nyertese lett a 2009-es feröeri bajnok, a 9. és a 10. helyen végzett csapatok pedig kiestek a másodosztályba.

## Változások a 2008-as szezonhoz képest
Feljutott
- 07 Vestur
- AB Argir

Kiesett
- B71 Sandur
- Skála ÍF

## Részt vevő csapatok
| Csapat      | Székhely     | Stadion             | Befogad. | Vezetőedző                          |
| ----------- | ------------ | ------------------- | -------- | ----------------------------------- |
| 07 Vestur   | Sandavágur   | Sandaváguri stadion | 2 000    | Piotr Krakowski                     |
| AB          | Argir        | Argiri Stadion      | 2 000    | Allan Mørkøre                       |
| B36         | Tórshavn     | Gundadalur Stadion  | 8 020    | Milan Čimburović                    |
| B68         | Toftir       | Svangaskarð Stadion | 7 000    | Bill McLeod Jacobsen                |
| EB/Streymur | Streymnes    | Við Margáir         | 1 000    | Heðin Askham                        |
| HB          | Tórshavn     | Gundadalur Stadion  | 8 020    | Sámal Erik Hentze                   |
| ÍF          | Fuglafjørður | Fløtugerði          | 3 000    | Jón Simonsen                        |
| KÍ          | Klaksvík     | Injector Arena      | 3 000    | Aleksandar Đorđević Jákup Mikkelsen |
| NSÍ         | Runavík      | Runavík Stadion     | 2 000    | Pauli Poulsen                       |
| Víkingur    | Norðragøta   | Serpugerði Stadion  | 2 000    | Anton Skorðadal                     |

## Végeredmény
| #   | Csapat           | M  | GY | D | V  | G+ – G– | GK  | P  | Megjegyzések                                   |
| --- | ---------------- | -- | -- | - | -- | ------- | --- | -- | ---------------------------------------------- |
| 1.  | HB Tórshavn (B)  | 27 | 16 | 7 | 4  | 59–37   | +22 | 55 | 2010–2011-es Bajnokok Ligája (2. selejtezőkör) |
| 2.  | EB/StreymurCV, K | 27 | 15 | 5 | 7  | 56–34   | +22 | 50 | 2010–2011-es Európa-liga (1. selejtezőkör)     |
| 3.  | Víkingur (KGY)   | 27 | 14 | 5 | 8  | 51–36   | +15 | 47 | 2010–2011-es Európa-liga (2. selejtezőkör)     |
| 4.  | NSÍ Runavík      | 27 | 13 | 5 | 9  | 56–46   | +10 | 44 | 2010–2011-es Európa-liga (1. selejtezőkör)     |
| 5.  | B68 Toftir       | 27 | 12 | 7 | 8  | 48–41   | +7  | 43 |                                                |
| 6.  | AB ArgirÚ        | 27 | 9  | 7 | 11 | 29–35   | −6  | 34 |                                                |
| 7.  | ÍF Fuglafjørður  | 27 | 8  | 6 | 13 | 45–48   | −3  | 30 |                                                |
| 8.  | B36 Tórshavn     | 27 | 7  | 7 | 13 | 37–53   | −16 | 28 |                                                |
| 9.  | KÍ Klaksvík (K)  | 27 | 6  | 6 | 15 | 30–57   | −27 | 24 | 1. deild                                       |
| 10. | 07 VesturÚ (K)   | 27 | 4  | 7 | 16 | 39–63   | −24 | 19 | 1. deild                                       |

Forrás: Soccerway (angolul) 
A rangsorolás alapszabályai: 1. összpontszám, 2. egymás elleni eredmények összpontszáma, 3. gólkülönbség, 4. szerzett gólok száma.
A Víkingur nyerte a 2009-es feröeri kupát, így a 2010–2011-es Európa-liga 2. selejtezőkörében jogosult indulni.
(B): Bajnokcsapat, (K): Kieső csapat, (F): Feljutó csapat, (I): Kupainduló, (R): A rájátszás győztese, (KGY): Kupagyőztes

## Kereszttáblák

### A bajnokság első és második harmadának eredményei
| Hazai \ Vendég1 | 07  | AB  | B36 | B68 | EB  | HB  | ÍF  | KÍ  | NSÍ | VÍK |
| 07 Vestur       |     | 0–0 | 4–2 | 1–0 | 3–5 | 2–3 | 1–1 | 1–3 | 1–4 | 0–0 |
| AB Argir        | 2–2 |     | 3–1 | 0–3 | 1–1 | 0–0 | 2–0 | 0–2 | 3–1 | 0–1 |
| B36 Tórshavn    | 2–1 | 3–2 |     | 0–2 | 1–3 | 2–2 | 0–0 | 1–0 | 2–3 | 1–3 |
| B68 Toftir      | 2–1 | 1–0 | 3–0 |     | 3–2 | 3–3 | 2–1 | 2–0 | 2–2 | 2–2 |
| EB/Streymur     | 2–1 | 0–3 | 0–0 | 3–0 |     | 2–3 | 2–2 | 7–0 | 3–4 | 1–0 |
| HB Tórshavn     | 4–3 | 4–0 | 2–2 | 3–1 | 1–0 |     | 0–0 | 4–2 | 5–2 | 2–1 |
| ÍF Fuglafjørður | 3–0 | 3–0 | 1–2 | 3–2 | 3–1 | 1–3 |     | 1–0 | 1–2 | 1–2 |
| KÍ Klaksvík     | 2–2 | 0–1 | 2–2 | 2–4 | 0–0 | 0–2 | 3–2 |     | 0–2 | 2–2 |
| NSÍ Runavík     | 5–1 | 0–1 | 3–0 | 2–2 | 1–2 | 2–1 | 4–1 | 1–1 |     | 1–2 |
| Víkingur Gøta   | 6–2 | 1–0 | 3–1 | 3–3 | 0–2 | 2–3 | 2–0 | 4–1 | 1–0 |     |

Forrás: soccerandequipment.com 
1A hazai csapatok a bal oldali oszlopban szerepelnek.
Színek: Zöld = hazai győzelem; Sárga = döntetlen; Piros = vendéggyőzelem.
 

### A bajnokság harmadik harmadának eredményei
| Hazai \ Vendég1 | 07  | AB  | B36 | B68 | EB  | HB  | ÍF  | KÍ  | NSÍ | VÍK |
| 07 Vestur       |     |     | 2–0 |     |     | 2–3 | 2–2 |     | 2–2 |     |
| AB Argir        | 2–1 |     |     |     | 0–3 |     | 4–2 |     |     | 0–1 |
| B36 Tórshavn    |     | 0–2 |     | 1–1 |     | 1–0 |     | 2–0 | 5–2 |     |
| B68 Toftir      | 3–0 | 0–0 |     |     |     |     | 5–2 | 0–1 |     |     |
| EB/Streymur     | 1–0 |     | 4–1 | 4–0 |     |     | 3–2 |     | 2–2 |     |
| HB Tórshavn     |     | 1–1 |     | 3–1 | 0–1 |     |     | 4–2 |     | 1–1 |
| ÍF Fuglafjørður |     |     | 1–1 |     |     | 3–0 |     | 5–0 | 1–3 |     |
| KÍ Klaksvík     | 2–1 | 1–1 |     |     | 0–2 |     |     |     |     | 2–0 |
| NSÍ Runavík     |     | 3–1 |     | 0–1 |     | 0–2 |     | 3–2 |     | 2–1 |
| Víkingur Gøta   | 2–3 |     | 4–3 | 2–0 | 3–0 |     | 2–3 |     |     |     |

Forrás: soccerandequipment.com 
1A hazai csapatok a bal oldali oszlopban szerepelnek.
Színek: Zöld = hazai győzelem; Sárga = döntetlen; Piros = vendéggyőzelem.
 

## A góllövőlista élmezőnye
Forrás: soccerandequipment.com
19 gólos
- Finnur Justinussen (Víkingur Gøta)

17 gólos
- Arnbjørn Hansen (EB/Streymur)

15 gólos
- Ameth Keita (B68 Toftir)

14 gólos
- Andrew av Fløtum (HB Tórshavn)
- Potemkin Károly (NSÍ Runavík)

12 gólos
- Hjalgrím Elttør (KÍ Klaksvík (5) / NSÍ Runavík (7))

10 gólos
- Fróði Benjaminsen (HB Tórshavn)
- Jens Erik Rasmussen (07 Vestur)

9 gólos
- Christian Høgni Jacobsen (NSÍ Runavík)
- Bogi Løkin (NSÍ Runavík)
- Andy Olsen (ÍF Fuglafjørður)
- Rógvi Poulsen (HB Tórshavn)

## Magyar légiósok
A szezonban öt magyar játékos szerepelt a bajnokságban:
- Gángó András (ÍF Fuglafjørður)
- Sinkó Balázs (ÍF Fuglafjørður)
- Potemkin Károly (NSÍ Runavík)
- Bükszegi Zoltán (Víkingur Gøta)
- Turi Géza (Víkingur Gøta)[1]

## Európaikupa-szereplés

### 2009–2010-es UEFA-bajnokok ligája
- 2. selejtezőkör:

 APÓEL – EB/Streymur (2–0, 3–0), 5–0-s összesítéssel.

### 2009–2010-es Európa-liga
- 1. selejtezőkör:

 Rosenborg – NSÍ Runavík (3–0, 3–1), 6–1-es összesítéssel.
 Olimpi Rusztavi – B36 Tórshavn (2–0, 2–0), 4–0-s összesítéssel.
- 2. selejtezőkör:

 Omónia – HB Tórshavn (4–0, 4–1), 8–1-es összesítéssel.